# Naissance en 1384
Naissance
- 1380
- 1381
- 1382
- 1383
- 1384
- 1385
- 1386
- 1387
- 1388

Cette page dresse une liste de personnalités nées au cours de l'année 1384 :
- août : Antoine de Brabant, ou Antoine de Bourgogne, comtesse de Flandre, de Nevers et de Rethel.

- Pierre de Nesson, poète français.
- Georges Ier de La Trémoille, comte de Guînes, comte de Boulogne et d'Auvergne, comte baron et seigneur de Sully, Craon, et de la Trémoille, de Saint-Hermine, de l'Isle-Bouchard, grand chambellan de France.
- Henri de Villena, écrivain espagnol.
- Alonso García de Carthagène, ou Alonso García de Santa María de Carthagène, évêque de Carthagène puis de Burgos.
- Sidi Abd er-Rahman eth-Tha'âlibi, ou Abou Zaid Abderrahmane Ben Makhlouf al- Thalibi al-Jaza'irî, penseur et théologien musulman d’Afrique du Nord, saint patron de la ville d’Alger.
- Battista Malatesta, ou Battista di Montefeltro, poétesse italienne de la Renaissance.
- Françoise Romaine, ou Françoise Bussa de Leoni ou sainte Françoise ou Françoise de Rome, sainte italienne qui fonde une communauté religieuse d'oblates bénédictines.
- Deshin Shekpa, 5e Karmapa.
- Khalil Sultan, grand émir timouride.
- Simón Vela, ou Simon Roland, pèlerin français.

date incertaine (vers 1384)
- Jean de Castel, écrivain français.

## Crédit d'auteurs
- Cet article est partiellement ou en totalité issu de l'article intitulé « 1384 » (voir la liste des auteurs).